# ぶらっち
『ぶらっち』は、関西テレビと関西テレビ☆京都チャンネルで放送された旅番組。

## 概要
アメリカザリガニの柳原哲也と平井善之、そして関西テレビアナウンサーの藤本景子が日本各地の小京都をブラブラと歩きながら、「食」「学」「観光」の各テーマに沿って紹介していく番組。番組タイトルは「ぶらりプチ京都」を略したもので、これが改題リニューアル版『ぶらりプチ京都』のタイトルになった。

## 放送内容
日付は京都チャンネルでの放送日。
- 第1回 尾道編1 （2001年4月15日）
- 第2回 尾道編2 （2001年4月22日）
- 第3回 尾道編3 （2001年4月29日）
- 第4回 金沢編1 （2001年5月13日）
- 第5回 金沢編2 （2001年5月20日）
- 第6回 金沢編3 （2001年5月27日）
- 第7回 金沢編4 （2001年6月3日）
- 第8回 出石編1 （2001年6月17日）
- 第9回 出石編2 （2001年6月24日）
- 第10回 出石編3 （2001年7月1日）
- 第11回 出石編4 （2001年7月15日）
- 第12回 伊賀上野編1 （2001年7月22日）
- 第13回 伊賀上野編2 （2001年7月29日）
- 第14回 松江編1 （2001年8月12日）
- 第15回 松江編2 （2001年8月19日）
- 第16回 松江編3 （2001年8月26日）
- 第17回 松江編4 （2001年9月2日）
- 第18回 丹波篠山1 （2001年9月16日）
- 第19回 丹波篠山2 （2001年9月23日）
- 第20回 丹波篠山3 （2001年9月30日）

## 放送局
- 関西テレビ
- 関西テレビ☆京都チャンネル - 2001年4月22日から同年9月30日まで放送。現在でも再放送を行っている[いつ?]。